# Unione montana dei comuni del Mugello
L'Unione montana dei comuni del Mugello è un'unione di comuni della Toscana, in provincia di Firenze, costituitasi nel dicembre 2011 e formata dai comuni di: Barberino di Mugello, Borgo San Lorenzo, Dicomano, Firenzuola, Marradi, Palazzuolo sul Senio, Scarperia e San Piero e Vicchio.
Succede alla precedente Comunità montana Mugello.